# Michaela Hampf
Maria Michaela Hampf (* 1971 in Bremen) ist eine deutsche Historikerin.

## Akademischer Werdegang
Hampf studierte Anglistik und Geschichte an den Universitäten Oldenburg und Hamburg. Nach dem Magistra-Examen 1999 promovierte sie in Bern bei Stig Förster. 2018 habilitierte sich Michaela Hampf im Fach Neuere und Neueste Geschichte an der Universität Trier. Ihre Habilitationsschrift trug den Titel „Empire of Liberty?: Die Vereinigten Staaten von der Reconstruction zum Spanisch-Amerikanischen Krieg“.
2007 bis 2016 war sie Juniorprofessorin am John-F.-Kennedy-Institut für Nordamerikastudien der Freien Universität Berlin. Im Sommersemester 2016 und im Wintersemester 2016/2017 vertrat sie den Lehrstuhl von Sebastian Conrad an der Freien Universität Berlin. Vom Wintersemester 2017/18 bis zum Wintersemester 2019/2020 vertrat sie den Lehrstuhl von Anke Ortlepp an der Universität Kassel. 2020 bis 2022 war  sie Lektorin an der Sigmund Freud Privatuniversität Berlin im Fachbereich Medien und Digitaljournalismus. Im Wintersemester 2022/2023 vertrat sie den Lehrstuhl für Nordamerikanische Geschichte am John-F.-Kennedy-Institut für Nordamerikastudien an der Freien Universität Berlin. Ab 1. April 2023 und bis zum 28. Februar 2025 vertrat sie den Lehrstuhl für Nordamerikanische Geschichte an der Universität Hamburg. Zum 1. März 2025 ist Hampf auf die Professur für Transkulturelle Geschichte Nordamerikas an der Ruhr-Universität Bochum berufen worden.
Michaela Hampf forscht zur Militärgeschichte der USA, zu Frauen im Militär, zur Geschichte der Medien und zur afro-amerikanischen Geschichte. Sie verbindet Geschlechtergeschichte und Queer Studies mit institutionshistorischen Ansätzen. Gegenwärtig beschäftigt sie sich verstärkt mit der Geschichte der Eugenik, mit entangled history und der Geschichte der Seenotrettung.

## Sport
Michaela Hampf ist Seglerin. Sie ist Vorstandsmitglied und Fahrtenwartin des Berliner Yacht-Clubs.

## Privates
Hampf ist seit 1998 verheiratet und hat zwei Söhne. Sie lebt in Berlin.

## Schriften (Auswahl)

### Monographien
- Freies Radio in den USA. Die Pacifica Foundation 1946–1965 (= Studien zur Geschichte, Politik und Gesellschaft Nordamerikas. Bd. 15). Lit, Münster/Hamburg/London 2000.
- Release a Man for Combat: The Women’s Army Corps during World War II. Böhlau, Köln 2010.
- Empire of Liberty: Die Vereinigten Staaten von der Reconstruction zum Spanisch-Amerikanischen Krieg. De Gruyter, Berlin, 2019.

### Herausgeberschaften
- mit Katharina Vester. The Routledge History of the American Dream. London: Routledge, 2025 (forthcoming).
- mit Ursula Lehmkuhl: Radio Welten. Politische, sozial und kulturelle Aspekte atlantischer Mediengeschichte vor und während des Zweiten Weltkriegs. Lit, Münster u. a. 2006.
- mit Maryann Snyder-Körber: Machine: Bodies, Genders, Technologies. Winter, Heidelberg 2012.
- mit Netzwerk Körper in den Kulturwissenschaften: What can a body do? Praktiken und Figurationen des Körpers in den Kulturwissenschaften. Campus, Frankfurt/M. 2012.
- mit Simone Müller-Pohl: Global Communication Electric: Social, Cultural, and Political Aspects of Telegraphy. Campus, Frankfurt/M. 2013.
- mit Claudia Bruns: Wissen – Transfer – Differenz: Transnationale und interdiskursive Verflechtungen von Rassismen ab 1700. Wallstein, Göttingen 2018.

### Aufsätze
- Eugenik und Zwangssterilisation. In: Silvan Niedermeier (Hrsg.). Rassismus in den USA: Handbuch zu Geschichte, Gesellschaft, Politik. Paderborn, Göttingen, Toronto, Bern: UTB, 2025, S. 173–182.
- Strukturelle Problemfelder in den Kolonialreichen und das Entstehen eines neuen Selbstbewusstseins in den Kolonien (mit Christian Büschges). In: Dokumente zur Geschichte der europäischen Expansion, Bd. 8: Das Ende des alten Kolonialsystems, Christian Büschges und Stefan Rinke (Hrsg.). Wiesbaden: Harrassowitz, 2019, 191–207.
- Die amerikanische Revolution (1765–1789). In: Dokumente zur Geschichte der europäischen Expansion, Bd. 8: Das Ende des alten Kolonialsystems, Christian Büschges und Stefan Rinke (Hrsg.). Wiesbaden: Harrassowitz, 2019, 253–269.
- Transnationale Verflechtungen von Rassismen ab 1700: Versuch der Systematisierung des Forschungsfelds (mit Claudia Bruhns). In: Wissen – Transfer – Differenz: Transnationale Verflechtungen von Rassismen ab 1700. (Ed. with Claudia Bruns). Göttingen: Wallstein, 2018, 9–63.
- „Sojourner Truth: Ain’t I a Woman? Oder: Was ist eine Autorin?“, in: race&sex: Eine Geschichte der Neuzeit: 49 Schlüsseltexte aus vier Jahrhunderten neu gelesen. Jürgen Martschukat und Olaf Stieglitz (Hg.), Berlin: Neofelis, 2016.
- „Gendering Combat: Military Women's Status in Britain, the United States, and the Soviet Union during the Second World War“ (mit Beate Fieseler und Jutta Schwarzkopf). Women’s Studies International Forum 47 (2014), S. 115–126.
- „Global Communication Electric: Business, News and Politics in the World of Telegraphy“ (mit Simone Müller-Pohl), in: Global Communication Electric: Social, Cultural, and Political Aspects of Telegraphy. Michaela Hampf und Simone Müller-Pohl (Hg.). Frankfurt: Campus, 2013.
- Breaking Your Historical Neck: Interdisciplinary Reflections and Introduction (mit MaryAnn Snyder-Körber), in: Machine: Bodies.Genders.Technologies. Dies. (Hg.). Heidelberg: Universitätsverlag Winter, 2012, S. 9–64.
- „Die Folterin“ und „Sterben“, in: What can a body do? Praktiken und Figurationen des Körpers in den Kulturwissenschaften. Netzwerk Körper in den Kulturwissenschaften (Hg.). Frankfurt: Campus, 2012.
- „The Right to Bare Arms: Reading Michelle Obama’s Public Image“, in: Birte Christ und Greta Olson (Hg.): Obama and the Paradigm Shift - Measuring Change. Winter: Heidelberg, 2012, S. 55–79.
- “What Do the First Arms Signify?” An Intersectional Analysis of Pumping Iron II: The Women. Michael Butter, Patrick Keller, Simon Wendt (Hg.), Arnold Schwarzenegger: Interdisciplinary Perspectives on Body and Image in American Culture, Heidelberg: Winter, 2011, S. 65–82.
- “Demarkationslinien: Geschlecht, Sexualität und Kampfverwendungen in der U.S. Army im Zweiten Weltkrieg”. Klaus Latzel, Franka Maubach und Silke Satjukow (Hg.): Soldatinnen. Gewalt und Geschlecht im Krieg vom Mittelalter bis heute, Schöningh, 2011.
- “Gender Camouflage: The Courts-Martial at Ft. Oglethorpe”. The Issues in Contemporary Culture and Aesthetics Two & Three (2009), S. 105–119.
- “The Uniformed Body as Interface: Institutional Integration and Discursive Exclusion of Women Soldiers”. Elisabeth Schäfer-Wünsche und Sabine Sielke (Hg.): The Body as Interface: Dialogues Between the Disciplines. Heidelberg: Winter, 2007, S. 289–310.
- “Radio Welten: Mediengeschichte in transatlantischer Perspektive”. M. Michaela Hampf und Ursula Lehmkuhl (Hg.): Radio Welten - Politische, soziale und kulturelle Aspekte atlantischer Mediengeschichte vor und während des Zweiten Weltkriegs, Münster u. a.: Lit Verlag, 2006.
- “Radio as Dispositif: The History of the Yet-to-Be-Written User Manuals”. Norbert Finzsch und Ursula Lehmkuhl (eds.): Atlantic Communications: The Media in American and German History from the Seventeenth to the Twentieth Century, Oxford, New York: Berg, 2004, S. 309–319.
- “Dykes” or “Whores”: Sexuality and the Women’s Army Corps in the United States during World War II. Women's Studies International Forum 27 (2004), 1, S. 13–30.
- „‚Subjected to the Colored Race’“: Geschlecht und Rasse als Kriegsschauplätze innerhalb der U.S.-Armee während des Zweiten Weltkriegs. FrauenKunstWissenschaft 36 (2003), S. 60–70.
- “Community, Control, Corporations: Zur Geschichte Freien Radios in den USA” in: Andreas Stuhlmann (Hg.): Radio-Kultur und Hör-Kunst: Zwischen Avantgarde und Popularkultur 1923–2001, Würzburg, 2001.
- „Fortuna im Goldlande: oder das lustige Kleeblatt in Californien“. Rheinische Auswanderer in Kalifornien 1830 bis 1900 (mit Norbert Finzsch), in: Schöne Neue Welt: Rheinländer erobern Amerika, Landschaftsverband Rheinland, Kommern, 2001.
- „‚Streng, aber anmutig’: Frauenuniformen der US-Armee im Zweiten Weltkrieg“. Beiträge zur feministischen theorie und praxis, 65/2004, S. 73–86.
- “Männlichkeit im Süden, Männlichkeit im Norden: Zur Genese moderner amerikanischer Männlichkeitskonzepte in der Epoche des amerikanischen Bürgerkriegs 1861–1865” (mit Norbert Finzsch), in: WerkstattGeschichte 29 (2001), S. 43–59.
- “Y2K-Madness und andere Millenarianismen: Eine historische Betrachtung zum Ende des Jahrtausends” (mit Norbert Finzsch), in: Anette Simonis, Linda Simonis (Hg.): Zeitwahrnehmung und Zeitbewußtsein der Moderne, Bielefeld, 2000, S. 153–195.
- “Welcome to the fleet. In the Navy's eyes, you're either dykes or whores – get used to it”: Zur Konstruktion der Soldatin in den Vereinigten Staaten während des Zweiten Weltkriegs, in: testcard – Beiträge zur Popgeschichte, No. 9, Pop und Krieg, Mainz, 2000, S. 163–175.